# Chi canterà per te?
Chi canterà per te? (Quién te cantará) è un film del 2018 diretto da Carlos Vermut.
La pellicola narra della vicenda di una famosissima cantante spagnola, che alla vigilia del ritorno sulle scene dopo dieci anni, perde la memoria e viene aiutata a "tornare se stessa" da una sua grandissima fan.

## Trama
Lila, una famosa cantante ferma da dieci anni, viene trovata in fin di vita sulla spiaggia di fronte alla sua villa in Andalusia, ad un mese dal suo grande ritorno sulle scene. La donna, salvata dalla sua manager, si riprende pienamente ma è vittima di un'amnesia totale.
Non sembra più in grado di cantare, o comunque deve imparare da zero il proprio repertorio, non ricordando nulla. La manager Blanca individua allora in una super-fan che vive nelle vicinanze, Violeta, la persona che potrebbe aiutare Lila a riprendersi. Violeta omaggia quotidianamente il suo idolo nel karaoke bar in cui lavora, dove la imita alla perfezione, e questa sua abilità servirà a Lila per rientrare nella sua parte di star.
Violeta supera una prova di affidabilità cui la sottopone Blanca, che deve effettuare questa operazione con il massimo della discrezione. Il problema di Violeta è però la figlia Marta che, 23 anni, persona con grandi problemi esistenziali e intrattabile, nonostante la pazienza della madre.
Lila e Violeta si conoscono sempre meglio e a pochi giorni dal suo ritorno, la star smemorata ha fatto moltissimi progressi. Marta però scopre il segreto della madre e la costringe a confessare. Si congratula poi con la stessa che, per un attimo pensa di aver ritrovato un buon rapporto con la figlia. Deve subito ricredersi perché Marta vede nell'amicizia della madre con Lila la possibilità di lucrare coi segreti delle celebrità. Violeta, ferita profondamente e ferma nella sua posizione di estrema fedeltà verso Lila, cerca di fermare la figlia. Questa, di fronte alle resistenze della madre, come usava spesso fare, minaccia di suicidarsi se la madre non la lascia fare. Stavolta la madre, diversamente dal solio, non ferma la figlia.
Contemporaneamente Lila vive una nottata turbolenta, nella quale riaffiorano ricordi. La mattina seguente, di fronte a Violeta, dice a Blanca di non voler tornare più sulle scene. Blanca, che l'ha attesa pazientemente per 10 anni, dalla morte della madre di lei, e che l'ha salvata sulla spiaggia, ora non se la sente più di assecondarla e la lascia per sempre.
Lila racconta allora tutta la sua vera storia a Violeta. Lila, precocissimo talento canoro, salvò dal tunnel della droga sua madre eroinomane. Quindi scoprì che la stessa, aveva provato la carriera di cantante arrivando ad autoprodursi un demo col nome di Lili Cassen. Ritrovata l'unica copia di quel disco, dopo aver incontrato Blanca, Lila decise di appropriarsi delle canzoni della madre, della quale copiò anche stile e look. Il grande successo convinse lei e la madre a proseguire, per cui tutti e cinque gli album di Lila Cassen sono in realtà opera della madre, cantautrice occulta, cui la figlia ha dato corpo e voce. Questo fin quando la madre non è tornata a drogarsi e allora la figlia ha cominciato ad odiarla, temendo non tanto per la sua salute, quanto per il pericolo di essere scoperta. Così al sessantesimo compleanno, Lila ha regalato alla madre 10 grammi di eroina e la madre il giorno dopo è stata trovata morta per overdose. Lila si ripromise quindi di non cantare più ma poi Blanca la convinse a tornare in attività per motivi economici.
Violeta comprende il dolore di Lila e le resta accanto. Il giorno seguente, in teoria l'ultimo prima di doversi trasferire a Madrid per il primo dei concerti previsti, Violeta propone a Lila di riprendere le prove. Questa aveva già abbandonato l'idea, ma quando Violeta canta un pezzo scritto da lei e interpretato a modo suo, in Lila scatta qualcosa.
Ritroviamo Lila sul palco di Madrid, con un nuovo look, un nuovo stile e un rinnovato successo dopo aver cantato la canzone scritta da Violeta.
Fuori dal teatro campeggia il nome di "Violeta Cassen", mentre Violeta fa per tornare a casa, in Andalusia.
Qui giace ancora il corpo della figlia Marta, che si era effettivamente suicidata. Violeta indossa l'abito da sera che Lila le aveva regalato e si incammina sulla spiaggia fino a farsi inghiottire dalle onde del mare.

## Produzione
Le riprese del film si sono svolte dal 20 febbraio al 31 marzo 2017, nelle seguenti località spagnole:
- Cadice
- Rota
- Zahara de los Atunes
- Malaga
- Madrid
- Sanlúcar de Barrameda

## Distribuzione
Il film è stato presentato per la prima volta l'8 settembre 2018 al quarantatreesimo Toronto International Film Festival, per poi passare, il 26 dello stesso mese, in concorso (Sección Oficial) al sessantaseiesimo Festival Internacional de Cine de San Sebastián.
La data di uscita in Spagna è stata il 26 ottobre 2018.
Netflix, CHILI e TIMvision a parte, in Italia il film è uscito direttamente per l'home video il 21 luglio 2021, distribuito da Eagle Pictures per conto di Movies Inspired.
Il 2 e 3 dicembre 2022 è stato proiettato presso la sala 2 del cinema Greenwich Village (Via Po, Torino) nell'àmbito di una sotto-sezione del quarantesimo Torino Film Festival dedicata al regista Vermut.

## Riconoscimenti
- 2018 - Festival Internacional de Cine de San Sebastián
  - Candidatura alla Concha de Oro
- 2019 - Premi Goya
  - Miglior attrice rivelazione a Eva Llorach
  - Candidatura per la miglior attrice protagonista a Najwa Nimri
  - Candidatura per la miglior attrice non protagonista a Natalia de Molina
  - Candidatura per la miglior fotografia a Eduard Grau
  - Candidatura per i migliori costumi ad Ana López Cobos
  - Candidatura per il miglior trucco e acconciatura a Rafael Mora e Anabel Beato
  - Candidatura per il miglior sonoro a Daniel de Zayas, Eduardo Castro e Mario González
- 2019 - Medallas del Círculo de Escritores Cinematográficos
  - Miglior attrice rivelazione a Eva Llorach
  - Miglior fotografia
  - Miglior musica

## Accoglienza
Il film fu accolto positivamente dalla critica. Il sito Rotten Tomatoes riporta che il 85% delle 13 recensioni ha dato un giudizio positivo sul film, con un punteggio medio di 7.4/10.